# Groupe hospitalier Bretagne Sud
 (juillet 2025).
Si vous disposez d'ouvrages ou d'articles de référence ou si vous connaissez des sites web de qualité traitant du thème abordé ici, merci de compléter l'article en donnant les références utiles à sa vérifiabilité et en les liant à la section « Notes et références ».
Le Groupe Hospitalier Bretagne Sud (GHBS) est un établissement public de santé crée au 1er janvier 2018 à l'issue du regroupement du centre hospitalier Bretagne Sud (CHBS), du centre hospitalier du Faouët, du centre hospitalier de Port-Louis/Riantec et du centre hospitalier de Quimperlé.

## Géographie

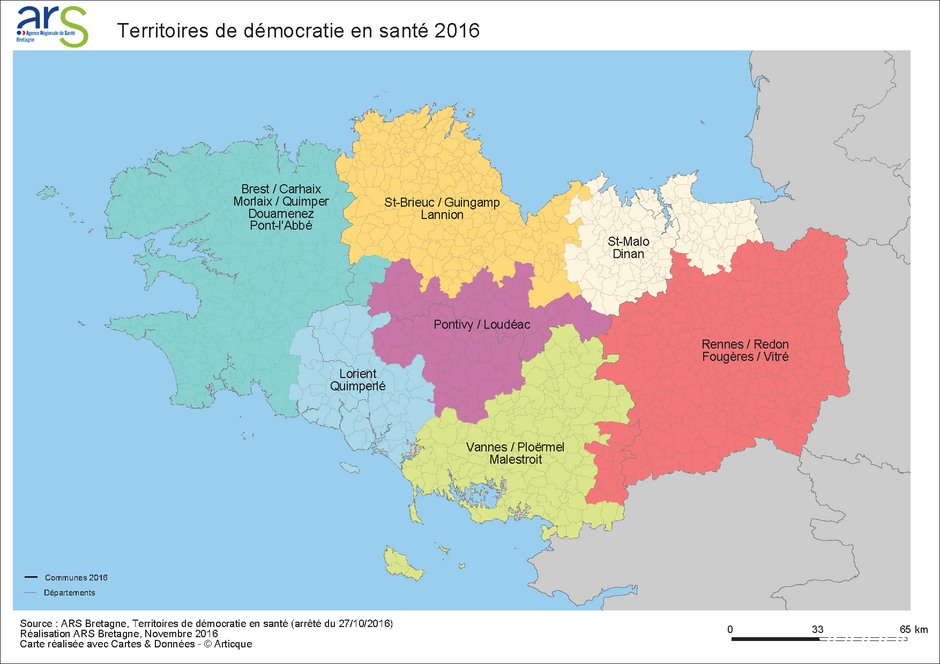
Cartes des territoires de démocratie en santé de Bretagne.

Le GHBS dessert le territoire de démocratie en santé
 de Lorient-Quimperlé située à cheval entre le nord ouest du département du Morbihan et le sud est du Finistère.
Il dessert les agglomérations du Blavet, de Lorient, de Quimperlé et du Roi Morvan. Cette zone regroupe environ 300 000 habitants à la création de l'établissement en 2018, dont un peu plus du quart de la population Morbihanaise. Il dessert ainsi l'aire urbaine de Lorient, 1ere agglomération du département et 3e de la région Bretagne.

### Établissements
Le GHBS compte 17 sites sur 9 communes différentes regroupés en 4 zones. En plus de quinze établissements de soins, le groupement dénombre deux centres de formation : le centre de Simulation en Santé du Scorff (C3S) et l'institut de formation de professionnels de santé (IFPS). Les établissements de soins sont réparties en plusieurs zones géographiques.

#### Zone Lorient / Hennebont / Plœmeur
- Hôpital du Scorff (Lorient)
- Institut de Formation des Professionnels de Santé (Lorient)
- EHPAD La Colline (Hennebont)
- Centre de réadaptation et de gériatrie Eudo de Kerlivio (Hennebont)
- Centre de Gérontologie - Clinique de Kerbernès (Plœmeur)
- Unité de consultation - Soins ambulatoires (UCSA) (Plœmeur)

#### Zone Quimperlé / Moëlan / Scaër
- Hôpital de la Villeneuve (Quimperlé)
- Pôle psychiatrique de Kerglanchard (Quimperlé)
- Centre médico psycholgique (CMP) Saint-Michel (Quimperlé)
- CMP de Scaër
- EHPAD de Bois Joly (Quimperlé)
- EHPAD de Moëlan sur Mer

#### Autres établissements
Le groupe hospitalier compte également l'hôpital du Faouët et l'hôpital Riantec.
Le GHBS est aussi propriétaire de la Clinique du Ter de Plœmeur depuis le 28 février 2019 au travers d'un groupement de coopération sanitaire qui le lie à l’association des praticiens libéraux intervenant à la clinique. Ce groupement permet l'autonomie de gestion des praticiens de la clinique.

## Chiffres clés
En 2021, le groupe hospitalier Bretagne Sud compte un total de 5 089 agents dont 167 mis à disposition de la clinique du Ter :
- 3 327 personnels soignants
- 562 personnels administratifs et de direction
- 390 personnels techniques et ouvriers
- 207 personnels médico-techniques
- 478 praticiens et internes
- 40 personnels socio-éducatifs
- 85 personnels de rééducation

Il a procédé cette même année à 257 706 consultations externes, 16 083 interventions de chirurgie générale et gynécologiques ainsi que 89 791 passages aux urgences ayant conduit à 26 503 hospitalisations.

## Formation et recherche
L'établissement propose aussi une offre de formation et de recherche. Il forme environ 300 infirmiers, aides soignants et ambulanciers par an. Il propose aussi plusieurs formations continue à destination des professionnels de santé. Son Centre de Simulation en Santé du Scorff et son institut de formation de professionnels de santé accueillent plus de 700 stagiaires par an à cet effet,.
Dans le champ de la recherche en cancérologie, l'Institut National du Cancer a décerné en 2007 au Centre Hospitalier Bretagne Sud (CHBS) puis au GHBS le label équipe de recherche clinique en cancérologie soutenu par des crédits Missions d’Enseignement, de Recherche, de Référence et d'Innovation (MERRI) du ministère de la Santé depuis cette date. La clinique du Ter bénéficie aussi de ce dispositif.

## Identité visuelle
Lors de la création de l'établissement, la création d'un logo pour le GHBS a été confié à l'agence LC Design afin de remplacer les identités existantes de chacun des anciens établissements du groupement. Le choix a été fait de jouer sur le H de hospitalier et de procéder à un jeu autour de la chaîne ADN.

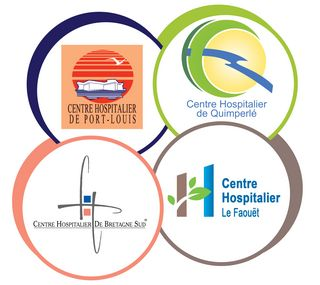
Ancien logo des établissements du GHBS
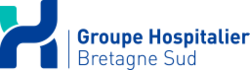
Logo du GHBS après 2018